# Пласкетт (лунный кратер)
Кратер Пласкетт (лат. Plaskett) — большой ударный кратер в северной приполярной области обратной стороны Луны. Название присвоено в честь канадского астронома Джона Стэнли Пласкетта (1865—1941) и утверждено Международным астрономическим союзом в 1976 г. Образование кратера относится к позднеимбрийскому периоду.

## Описание кратера
К северо-восточной части вала кратера Пласкетт примыкает кратер Рождественский. Другими ближайшими соседями кратера являются кратер Хевеши на западе-северо-западе; кратер Миланкович на юге-юго-западе и кратер Би Шэн на западе-юго-западе.
Селенографические координаты центра кратера 81°38′ с. ш. 176°43′ в. д. / 81,63° с. ш. 176,71° в. д., диаметр 114,3 км, глубина 2,9 км.
Кратер имеет полигональную форму и умеренно разрушен. Вал c достаточно четко очерченной кромкой. Внутренний склон вала с сглаженными остатками террасовидной структуры. Высота вала над окружающей местностью достигает 1530 м, объем кратера составляет приблизительно 12100 км³. Дно чаши сравнительно ровное, испещрено множеством маленьких кратеров, с обилием отдельно стоящих холмов. В центре чаши расположен массивный сдвоенный центральный пик.

## Сателлитные кратеры
| Пласкетт | Координаты                                              | Диаметр, км |
| -------- | ------------------------------------------------------- | ----------- |
| H        | 79°37′ с. ш. 164°49′ з. д. / 79,61° с. ш. 164,81° з. д. | 19,9        |
| S        | 80°59′ с. ш. 150°34′ в. д. / 80,99° с. ш. 150,57° в. д. | 16,8        |
| U        | 82°25′ с. ш. 162°17′ в. д. / 82,41° с. ш. 162,28° в. д. | 15,9        |
| V        | 82°10′ с. ш. 120°52′ в. д. / 82,17° с. ш. 120,86° в. д. | 49,1        |